# Tristachycera viridis
Tristachycera viridis är en skalbaggsart som beskrevs av Bates 1872. Tristachycera viridis ingår i släktet Tristachycera och familjen långhorningar.
Artens utbredningsområde är:
- Nicaragua.
- Panama.

Inga underarter finns listade i Catalogue of Life.